# من ملف مسرح الستينيات (كتاب)
من ملف مسرح الستينيات هو كتاب للكاتبة والناقدة المصرية صافي ناز كاظم صدر عن الدار العربية للنشر والتوزيع سنة 1991.
كما أصدرت الكاتبة كتاباً بعنوان «من ملف المسرح المصري في الستينات والسبعينات» وذلك عن الدار المصرية اللبنانية سنة 2003، وفيه ترصد ملامح الأعمال المسرحية المصرية والتي قدمت في حقبتي الستينات والسبعينات والتي شهدت نهضة فنية انعكست على معظم الفنون في مصر.
تتعرض صافي ناز كاظم في الكتاب لأكثر من 20 نصا مسرحيا عرضت في هذه الفترة، منها مسرحية شهرزاد لتوفيق الحكيم، التي ترى انها كانت نصا طليعيا عندما ظهر في مصر سنة 1934، لكن لم يبق ما يدهشنا منه اليوم، ويمكننا ان نتقبله كجزء من العرض المتحفي لتاريخ حقبة توفيق الحكيم في المسرح المصري. كما تلفت صافي ناز كاظم النظر إلى مسرحية «الغايب» لجمال عبد المقصود، وتتحدث عن مسرحية «ليلة مصرع جيفارا» لميخائيل رومان واستفادته فيها من الاحتكاك بأعمال بيتر فايس.
وترى صافي ناز كاظم في هذا الكتاب أن كلمة «مسرح سياسي» تعني ضمنا ان هناك مسرحا غير سياسي، ولا ينطلق من وجهة نظر، أي مسرح يجس إليه جمهور تشتعل بطرف ثوبه النار فيهز كتفه ويقول أنا لست ممن يخوضون في الأمور، وتؤكد الكاتبة ان مسرحا بهذا الشكل لن يكون مسرحا حقيقيا، لانه لا يبالي بالخطر الداهم، والنار المشتعلة في ثوبه.
وتتحفظ الكاتبة على تسمية مسرحيات نجيب محفوظ بهذا الاسم وتسميها «قطع حوار»، وتخالف صافي ناز كاظم يوسف إدريس في وصفه لمسرحيته «الجنس الثالث» بأنها ذهنية مسرحية وترى أنه عرض كوميدي متفقة مع تناول سعد أردش لها.
ويرجع الكتاب أسباب غياب النص الكوميدي إلى ان الذين يقومون بالبحث عن مثل هذه النصوص لهم مفهومات كوميدية حول المطلوب من النص الكوميدي، وترى الكاتبة أن المفهوم الجاد للكوميديا والمطلوب الطموح لمسرح المتعة التجاري، هو الذي يضحك المتفرج.
كما تناقش الكاتبة عدداً من المسرحيات التي قدمت في فترة الستينات وأوائل السبعينات، ومنها مسرحية «النار والزيتون» لألفريد فرج و«ثورة الزنج» لمعين بسيسو و«مأساة الحلاج» لصلاح عبد الصبور و«الهلافيت» لمحمود دياب و«آه يا ليل يا قمر» لنجيب سرور، و«سر الحاكم بأمر الله» لعلي أحمد باكثير وغيرها.

## وصلات خارجية
عرض للكتاب بجريدة الشرق الأوسط، عدد 16 أغسطس 2004، بقلم: محمد أبو زيد